# Бампер

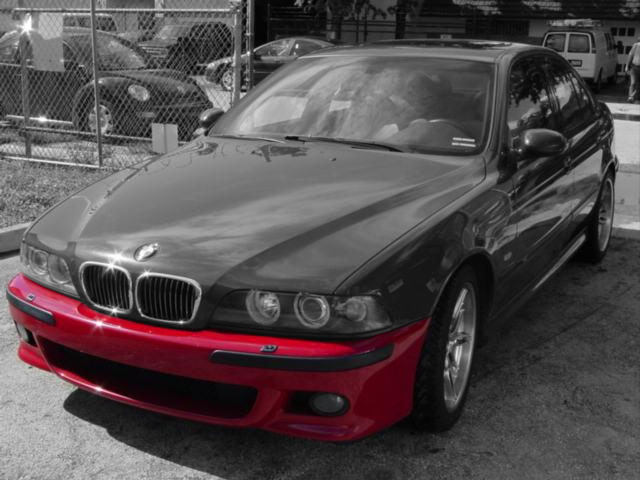
Бампер BMW M5, выделенный красным

Ба́мпер (от англ. bumper) — энергопоглощающее устройство автомобиля (на случай лёгкого удара) в виде бруса, расположенного спереди и сзади. Бампер является разновидностью буфера.

## Стандарты
Если на разных автомобилях установить бамперы на различной высоте, то при столкновении двух машин они могут остаться целыми, в то время как кузова будут повреждены. Поэтому разработаны стандарты, определяющие высоту установки и ударопоглощающие характеристики бамперов. В Европе это стандарт EC R 42, в США — нормы США (часть 581), в Канаде — стандарт автомобильной безопасности Канады CMVSS 21S.

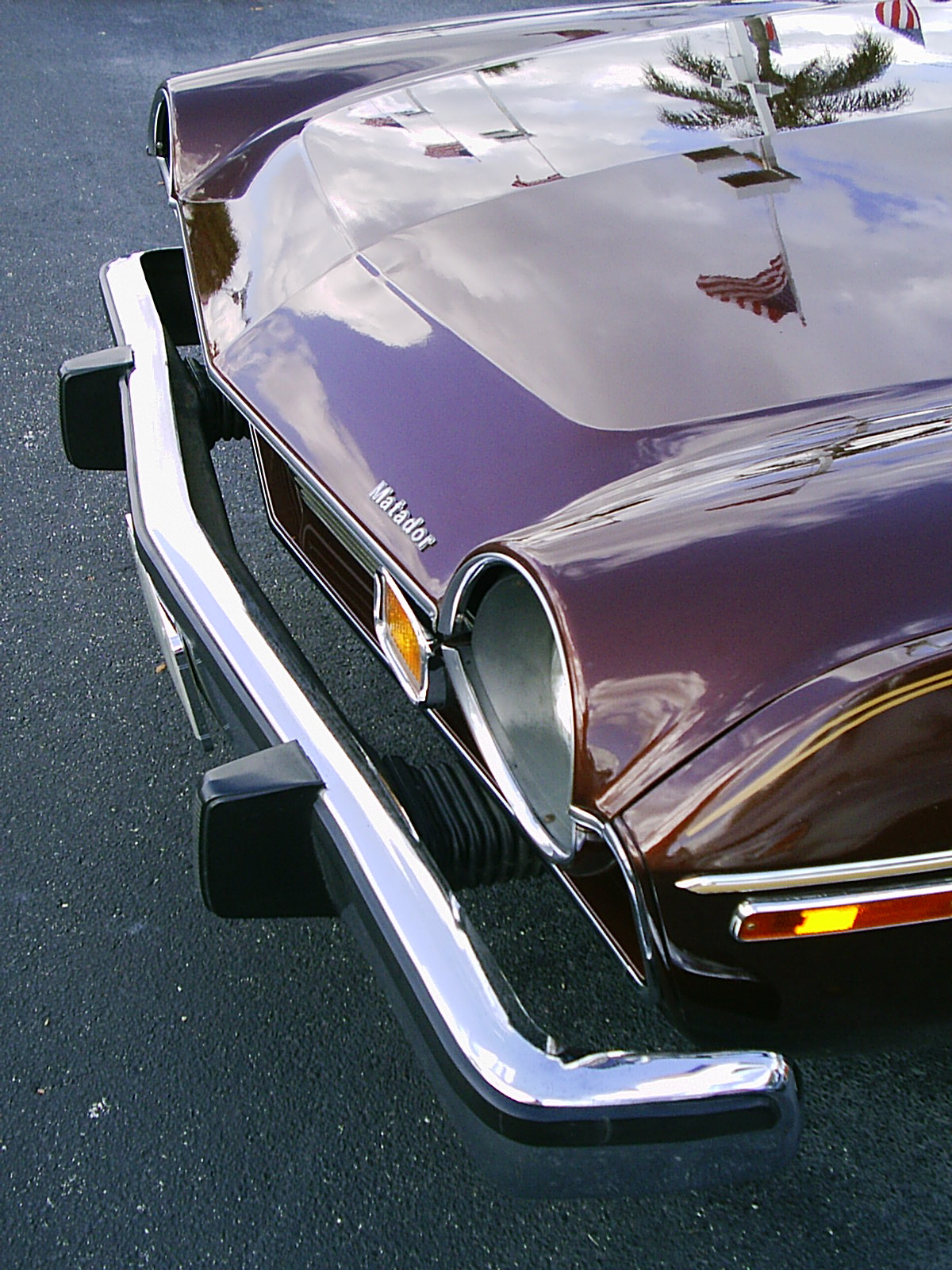
«Пятимилевый» бампер на AMC Matador Coupé

В 1971 году Американская администрация безопасности движения обязала производителей автомобилей применять бамперы, способные выдерживать удар на скорости до 5 миль в час (8 км/час) без серьёзного повреждения машины к 1973 году (так называемые «пятимилевые» бамперы). Kанадские производители вскоре ввели аналогичные правила. «Пятимилевые» бамперы встретили негативную реакцию со стороны большинства автомобильных дизайнеров и автомобилистов, так как в значительной степени ухудшали дизайн автомобиля — характеристику, которой в США тех лет уделяли намного большее внимание, чем функциональности.
Однако в 1982 году под давлением лоббистов индустрии администрация Рейгана отменила эти правила, уменьшив скорость безопасного удара до 4 км/час. В то же время высота бампера была установлена в диапазоне от 41 до 51 см. Организации, защищающие права покупателей, и страховые компании протестовали против такого решения, утверждая, что это приведёт к значительному увеличению стоимости ремонта автомобилей без значительной экономии для производителей автомобилей, и в 1986 году подали петицию в вышеупомянутую Администрацию безопасности движения, требуя вернуться к прежнему стандарту, но в 1990 году эта петиция была отвергнута.
В 1990 году были проведены краш-тесты автомобиля Plymouth Horizon с разными бамперами и выяснилось, что ремонт машины 1983 года выпуска, оборудованной бампером со стандартом в 8 км/час, стоит 287 $, а бампером со стандартом в 4 км/час — 918 $.
В Канаде стандарт 8 км/час продержался до 2009 года, после чего он был унифицирован со стандартом в США. Законодатели сочли, что стандарт в 4 км/час используется во всём мире и к тому же такой бампер более безопасен для пешеходов.
В России ПДД требуют наличия на транспортном средстве хотя бы заднего бампера для допуска его к дорожному движению. Для разработчиков автомобилей действует Правило R42 ЕЭК ООН — стандартизация размеров и расположения бамперов; применение энергоёмких бамперов.

## Физика
Бамперы обеспечивают защиту других компонентов автомобиля, рассеивая кинетическую энергию, возникающую при ударе. Эта энергия является функцией массы автомобиля и квадрата скорости. Кинетическая энергия равна 1/2 произведения массы и квадрата скорости. В виде формулы:
{\displaystyle E_{\text{k}}={\tfrac {1}{2}}mv^{2}}
До 1959 года такая жесткость рассматривалась автомобильными инженерами как благотворное влияние на безопасность пассажиров. Современные теории аварийной устойчивости автомобилей указывают в противоположном направлении, на автомобили, которые сминаются постепенно. Полностью жесткий автомобиль может иметь отличную защиту бампера для компонентов автомобиля, но обеспечивать плохую безопасность пассажиров.

## История

### Ранние конструкции

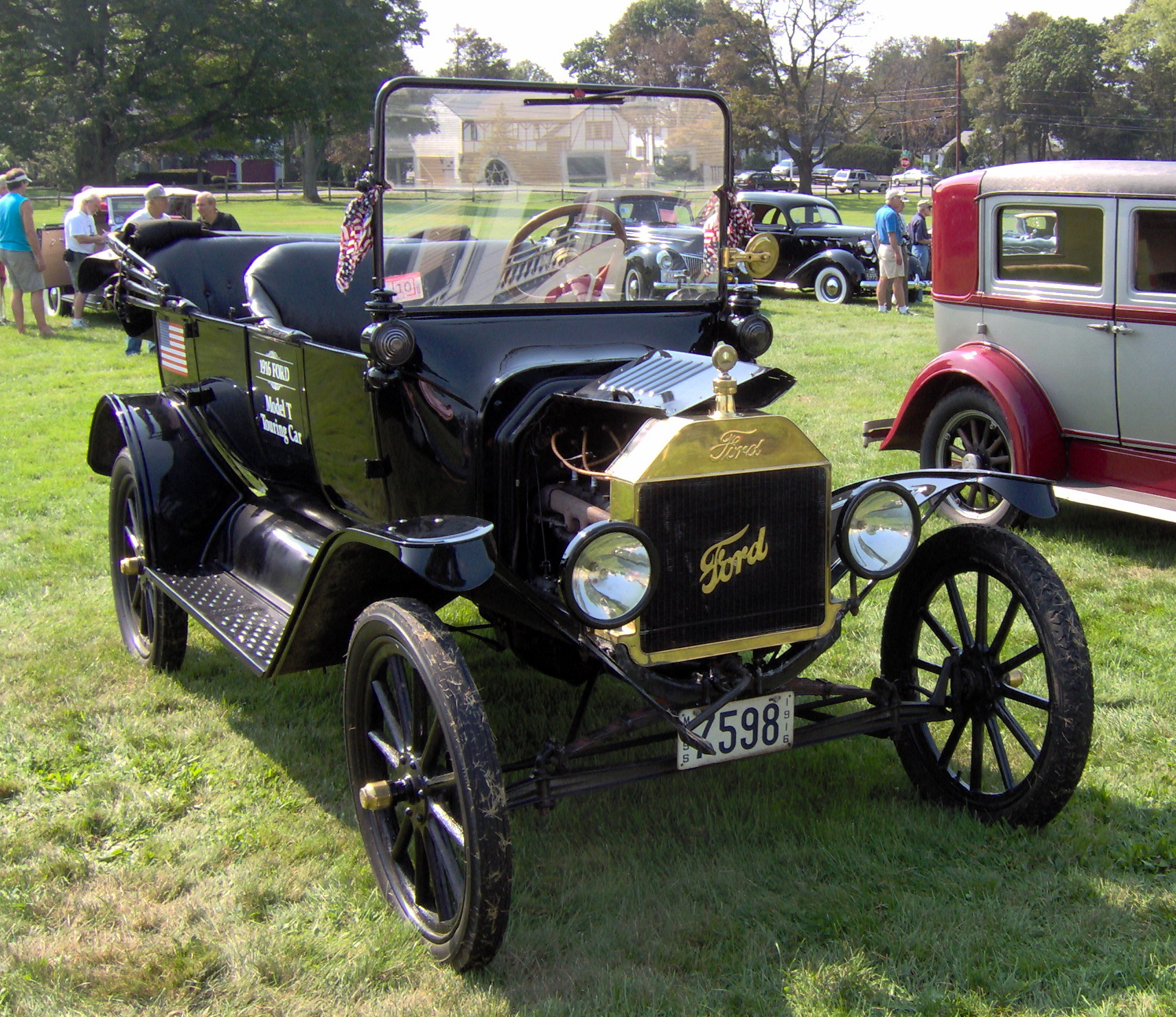
Ранний автомобиль без бамперов

Первые автомобили, как и конные экипажи, обходились без бамперов. Видимо, непосредственными предшественниками автомобильных бамперов были запасные рессоры подвески, которые водители сами закрепляли на раме впереди автомобиля — они играли роль как собственно запчасти (в те годы рессоры отличались очень низкой надёжностью и на тогдашних плохих дорогах нередко ломались), так и буфера на случай незначительного столкновения.
Существует мнение, что впервые передний бампер применил Леопольд Свитак в 1898 году на автомобиле President (ныне Tatra). Тем не менее, до 1920-х годов бамперы оставались большой редкостью.

### 1920-е

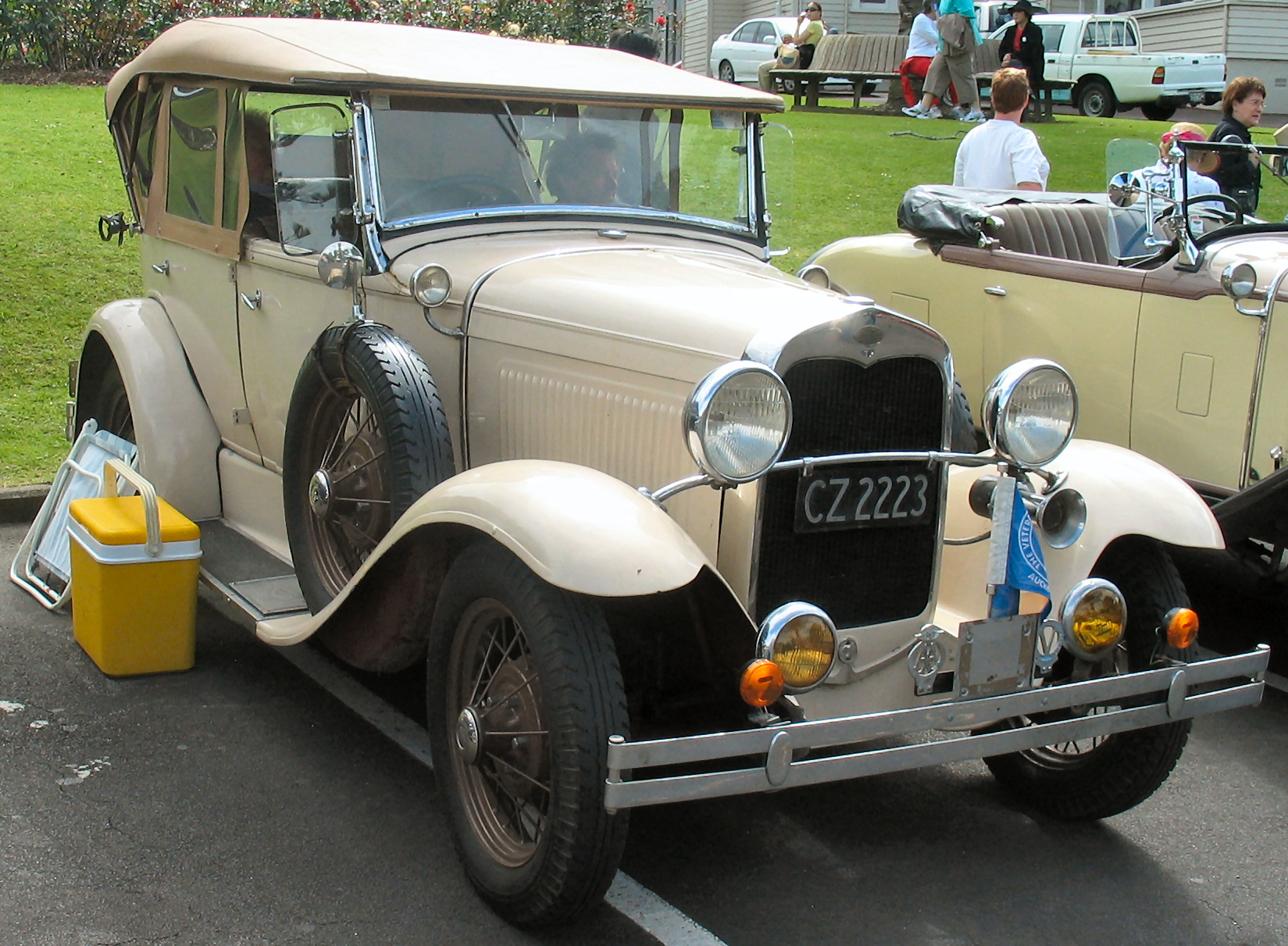
1930 Ford Model A

Лишь в 1920-х годах транспортный поток на дорогах США и других стран, лидировавших по темпам автомобилизации, стал настолько плотным, что появилась настоятельная необходимость в специальных буферных устройствах для предотвращения повреждения кузова при парковке в тесных пространствах и незначительных столкновениях. В начале десятилетия бамперы стали появляться на автомобилях высшего класса вроде «Пакарда», обычно — в качестве дополнительного оборудования. В 1926 году бамперы стали за отдельную доплату устанавливаться на Ford Model T. Одним из первых массовых автомобилей с бамперами в качестве стандартного оборудования был Ford Model A, после чего в Америке они быстро стали общепринятыми.
Бамперы автомобилей этой эпохи всё ещё очень напоминали рессору и представляли собой одну-две узкие упругие горизонтальные стальные полосы, укреплённые спереди и сзади на раме при помощи также пружинящих пластинчатых кронштейнов. Их конструкция была поразительно схожа на автомобилях разных производителей. Отделка могла быть как блестящей (никелировка или хромировка), так и под цвет кузова. Бамперы такой конструкции обеспечивали неплохую защиту при случайных столкновениях на небольшой скорости за счёт изгибания пружинящих пластин, однако, на случай серьёзного ДТП были слишком хлипкими. Тем не менее, бамперы подобной конструкции имели широкое хождение вплоть до конца 1930-х годов. Предпринимались попытки улучшить защиту и внешний вид, например, на «Паккардах» середины 1930-х годов появились бамперы в виде одной широкой и толстой пружинящей полосы в форме эллипса с обрезанными концами, с прорезями и тремя штампованными жёсткими накладками — по центру и по краям. Перемычки, соединяющие полосы, превратились на многих моделях в «клыки».

### 1930-е — 1950-е

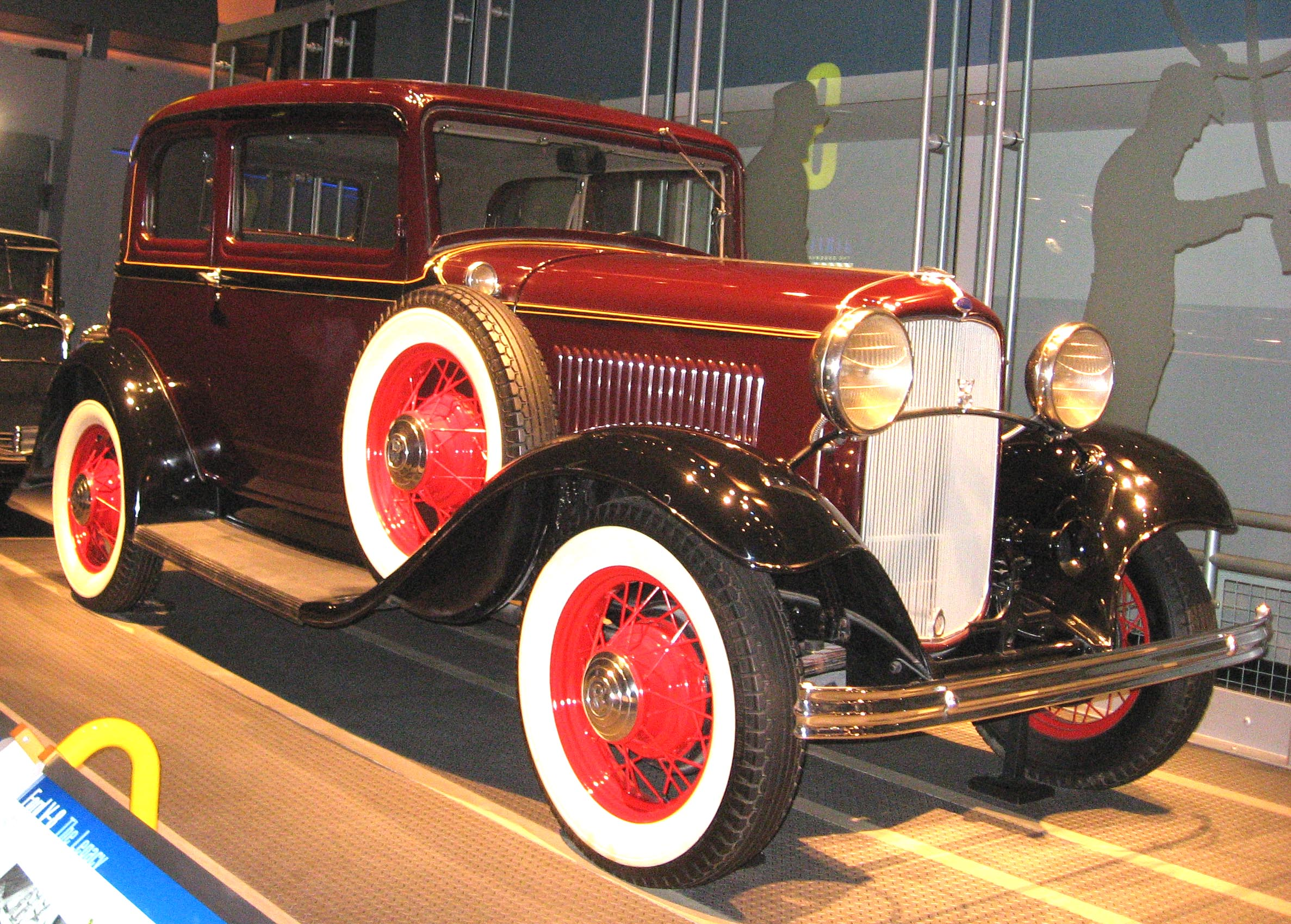
1932 Ford V8

Передовые производители уже в начале 1930-х перешли на более совершенные бамперы в виде достаточно массивных горизонтальных брусьев из стальных штамповок с П-образным профилем. Эти бамперы защищали не за счёт пружинного эффекта, а за счёт сминания, что предопределяло намного более эффективное энергопоглощение. После удара их можно было выправить или, в случае тяжёлых повреждений, заменить. На «Фордах» такие бамперы с горизонтальным рифлением для повышения прочности появились ещё в 1932 году. Эти бамперы были прочнее и лучше вписывались в дизайн автомобилей, им можно было придать практически любую форму.

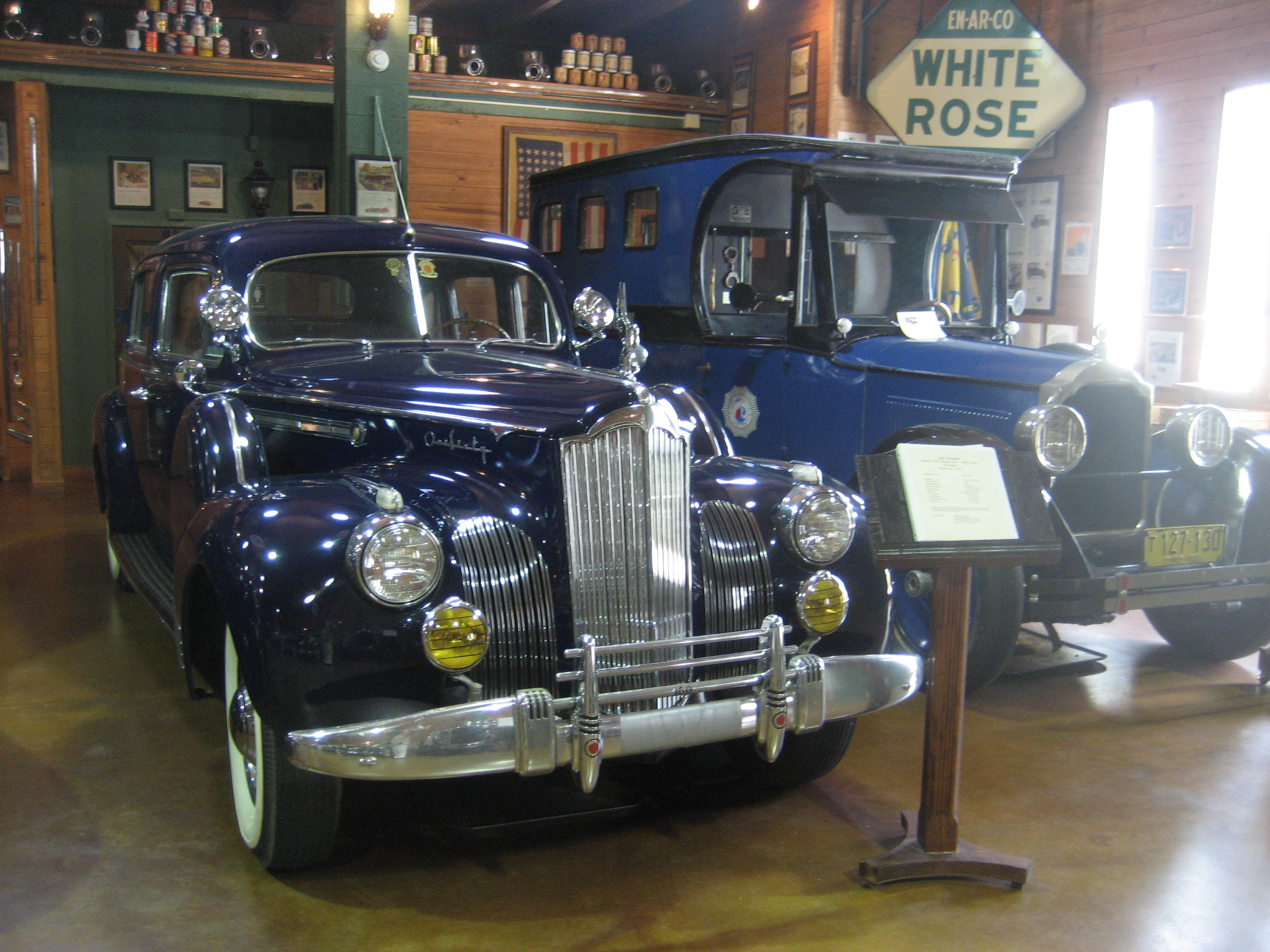
1941 Packard

На протяжении 1930-х форма бамперов совершенствовалась. Если в начале десятилетия это были просто непритязательные прямоугольные горизонтальные брусья, то уже к концу десятилетия можно было встретить автомобили с очень сложными, вычурными хромированными бамперами — так бампер (в первую очередь в США) превратился из средства повышения безопасности в важнейший декоративный элемент автомобиля, существенную деталь его дизайна, что положило начало разнице конструкции бамперов в Европе и Северной Америке, причём эта разница с каждым годом всё усиливалась: в США бамперы с каждым годом становились всё более массивными, проработанными скульптурно, со сложным дизайном.

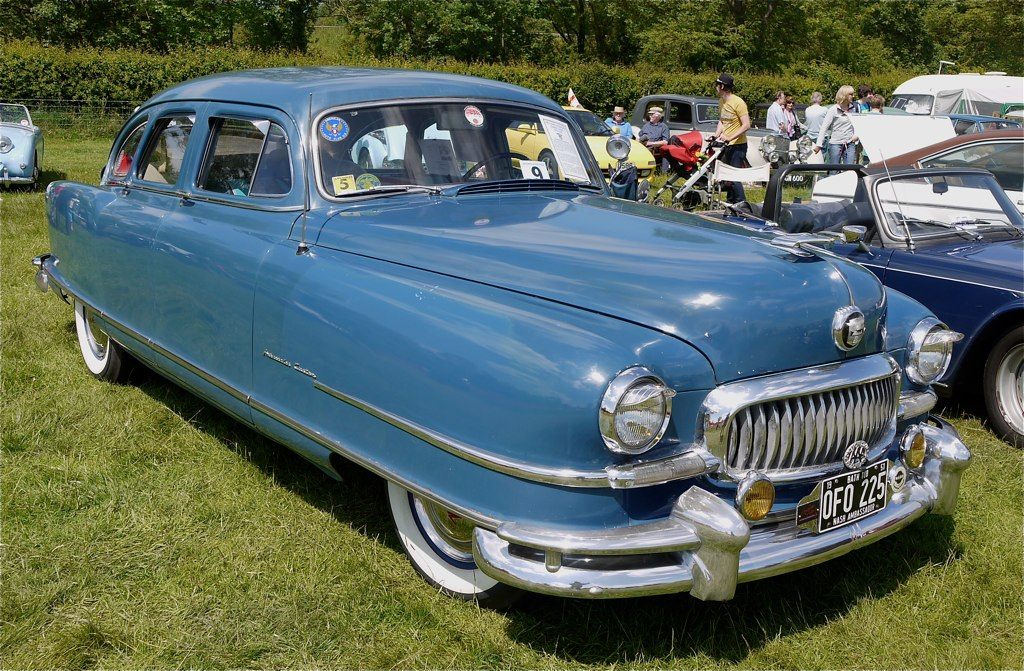
Nash рубежа 1940-х-1950-х годов с «опоясывающим» молдингом, играющим роль «бокового бампера»

В 1940-е годы появляются «уши», заходящие на боковину кузова и предохраняющие её от повреждения. В 1940-е годы начинают устанавливать фартуки бамперов — горизонтальные листы стали, расположенные между брусом бампера и кузовными панелями и предотвращающие появление брызг грязи. В сороковые годы впервые появляется идея «опоясывающего» бампера, защищающего кузов автомобиля со всех сторон, часто — с толстыми резиновыми вставками для поглощения энергии лёгкого удара. Такое решение вполне соответствовало изменившимся условиям городского движения, но в полном объёме было реализовано лишь на концепт-карах и малосерийных моделях (например, Chevrolet Cadet). На автомобилях Nash Motors рубежа 1940-х-1950-х годов идея «опоясывающего» бампера нашла воплощение в виде идущего вокруг всего кузова декоративно-защитного молдинга, однако получившаяся форма кузова с закрытыми колёсными арками нашла сравнительно немного поклонников и была окрещена «перевёрнутой ванной».

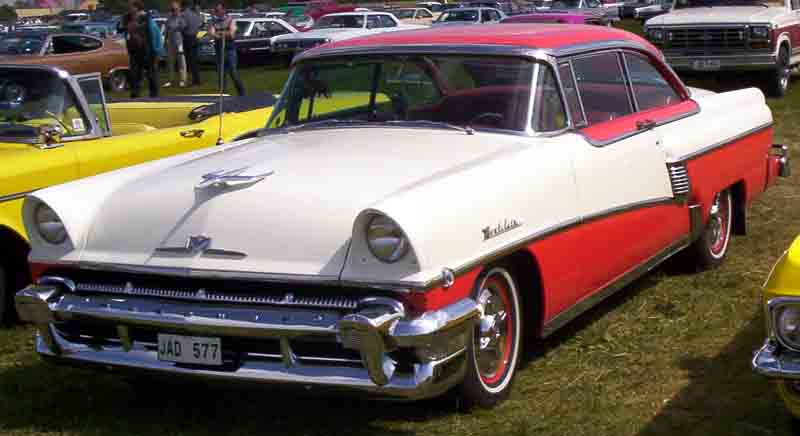
1956 Mercury (США) с очень сложным интегрированным бампером, объединённым с решёткой радиатора

1950-е годы стали пиковыми с точки зрения автомобильного дизайна, поскольку эти времена дали наибольшее разнообразие форм бамперов. Дизайн автомобилей в целом становился сложнее, и бамперы всё больше превращались в сложные сооружения из большого числа хромированных пластин. Верхом тенденции стали бамперы американских автомобилей конца 1950-х годов. В эту эпоху впервые появились и стали пользоваться популярностью интегрированные бамперы — которые не крепятся снаружи кузовных панелей, а сами являются кузовной панелью. На большинстве американских автомобилей передний бампер был исключительно массивным и объединял функции собственно бампера, панели передка, частично — решётки радиатора и даже части передних крыльев. На бамперах начинают устанавливать указатели поворота и противотуманные фары, для улучшения охлаждения двигателя добавляются многочисленные прорези или сетчатые решётки.

### 1960-е — первая половина 1970-х
В 1960-е годы разница усилилась ещё больше. Североамериканские производители совершенствовали выработанный ими тип интегрированного бампера, бамперы европейского типа на автомобилях детройтской «большой тройки» почти не встречались.

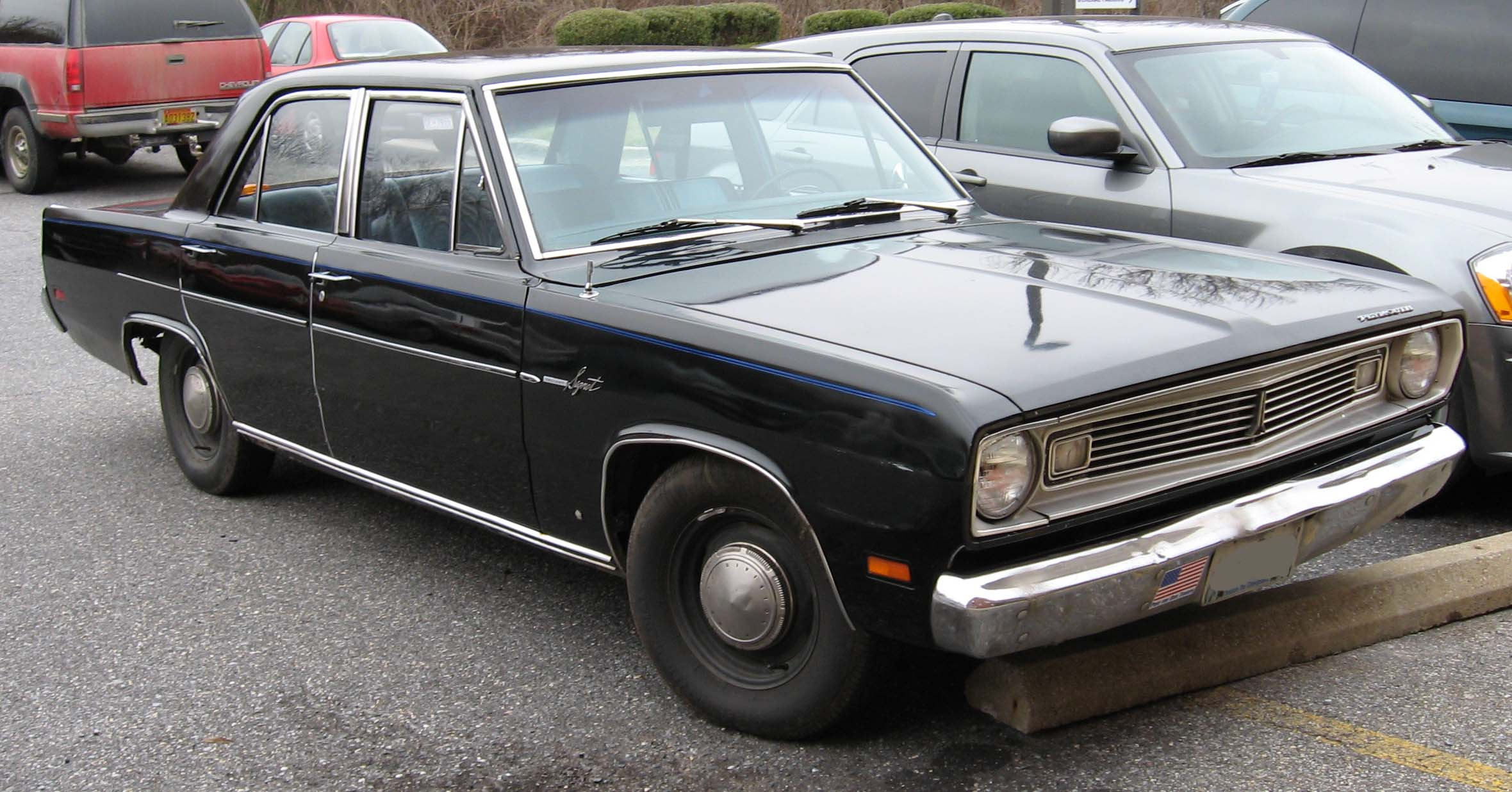
Plymouth Valiant второй половины 1960-х с типично-американской формой бамперов

На протяжении 1960-х в США выработалось несколько очень специфичных, используемых практически только автопромом этой страны, дизайнерских приёмов, связанных с бамперами.

Наиболее типичной формой бампера была напоминающая бамперы грузовиков, по форме такой бампер был близок к прямоугольному параллелепипеду. Обычно для улучшения внешнего вида его облагораживали подштамповками и встроенными поворотниками. Этот тип практически без изменений использовался вплоть до конца 1970-х годов.

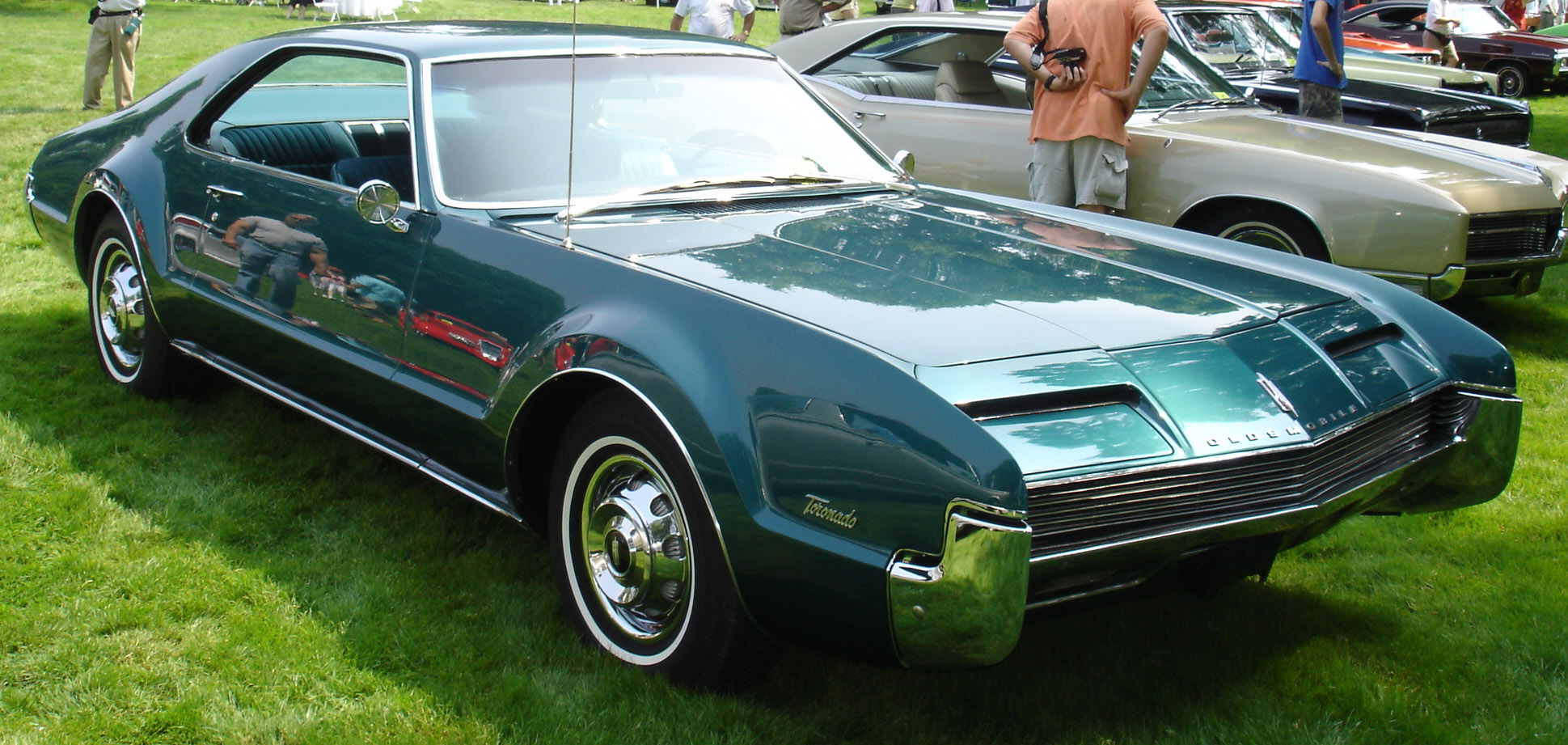
Оldsmobile Toronado с интегрированными бамперами очень специфичной формы

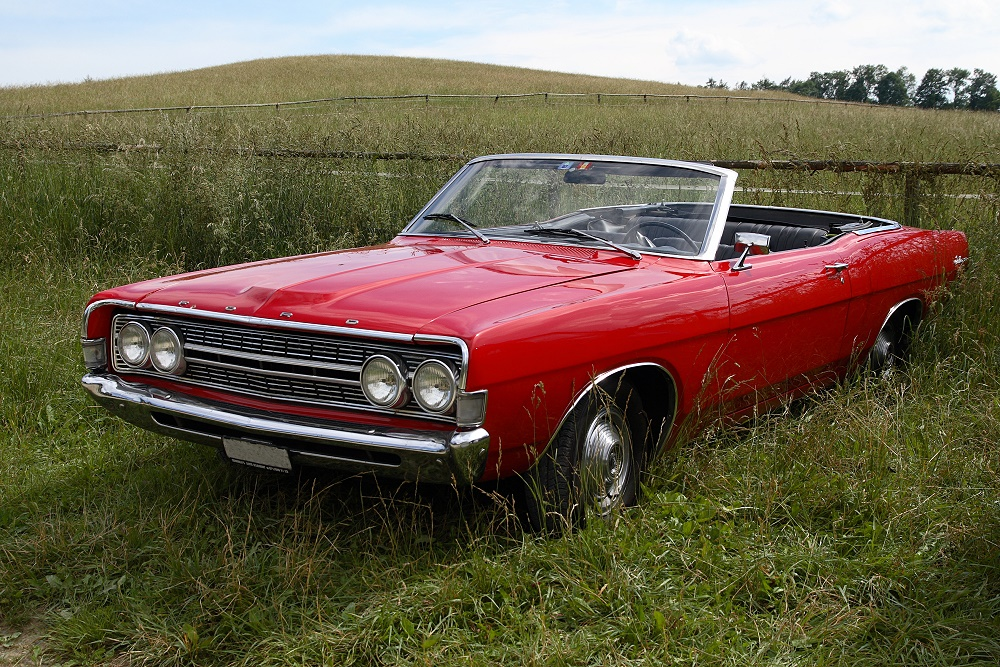
Ford Fairlane 1968-70 годов с интегрированным бампером, имеющим выдающиеся вперёд края

Другим вариантом были бамперы, полностью интегрированные в передок. Как правило, концы таких бамперов выполнялись сильно выдающимися вперёд, так же оформлялись и передние крылья, что придавало автомобилю очень специфический внешний вид.

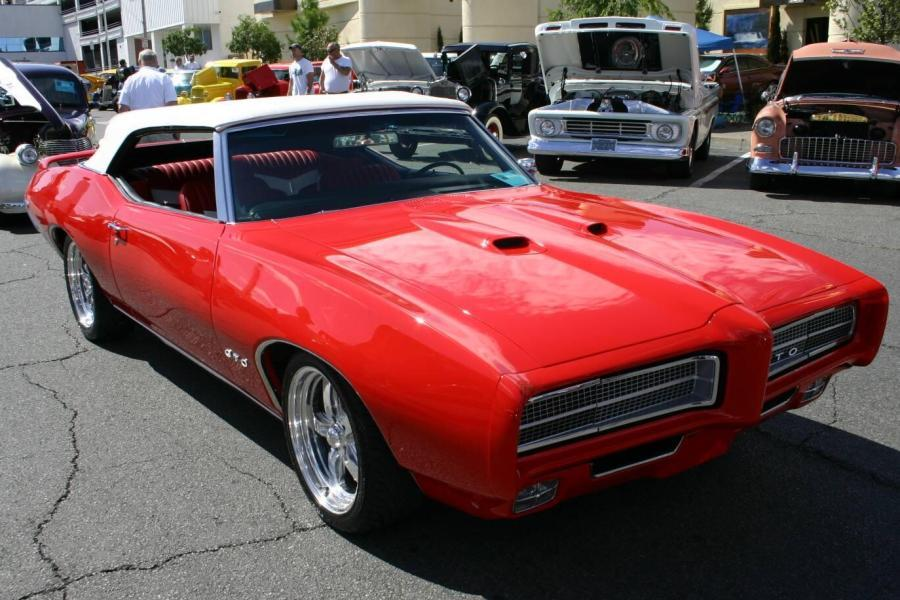
Pontiac 1968-69 годов с пластиковыми бамперами типа Enduro

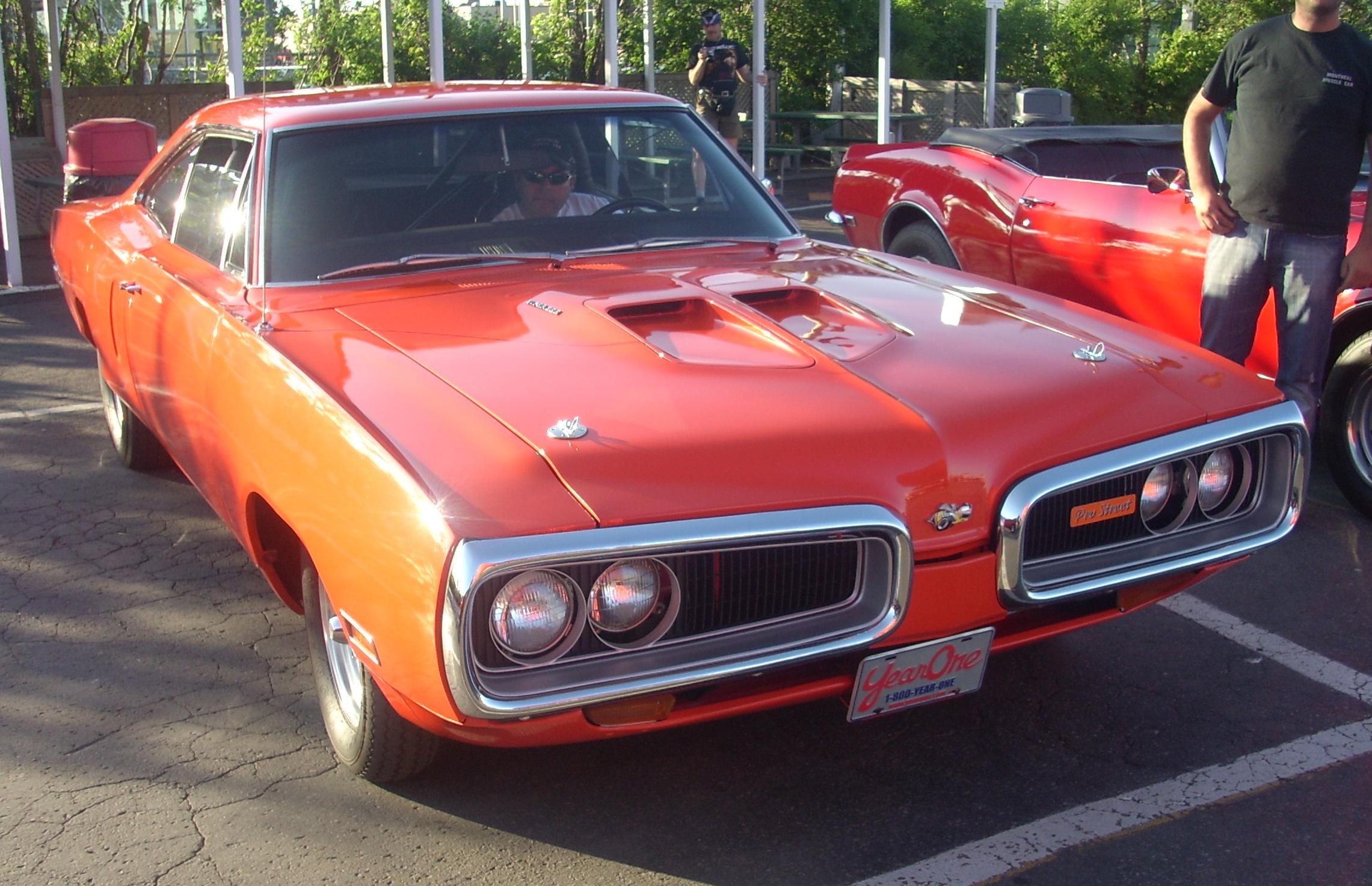
Dodge Charger Super Bee с уникальным бампером, охватывающим решётку радиатора

Во второй половине десятилетия в США распространилась мода на спортивный стиль. Многие автомобили в это время обзавелись совершенно символическими бамперами в виде узких полосок металла, расположенных под решёткой радиатора, даже не выступающих за габарит автомобиля. Естественно, защита, ими даваемая, была так же чисто символической.
В 1968 году на «Понтиаках» появились крашеные под цвет кузова пластиковые интегрированные бамперы типа «Enduro», однако, в те годы они не получили распространения из-за плохого внешнего вида и недостаточной прочности.
Совершенно эксклюзивными были бамперы на автомобилях корпорации «Крайслер» конца 1960-х — начала 1970-х, окружавшие решётку радиатора.
Любопытным техническим решением стали пластиковые бамперы из винила, заполненные водой. О появлении таких бамперов сообщил журнал Automotive Fleet в апреле 1970 года. Ими оснащались автомобили Dodge, использовавшиеся в качестве такси — как показали краш-тесты, такой бампер был способен абсорбировать энергию удара до скорости 15 миль в час.
Важной вехой в развитии американских бамперов стали принятые в 1973 году государственные стандарты безопасности, введённые вследствие обеспокоенности страховых компаний значительно участившимися случаями тяжёлых повреждений автомобилей в пустяковых авариях, вызванными конструкцией бамперов. Они регламентировали стандартизированное расположение бамперов на всех легковых автомобилях, кроме того, с 1973 года передние, а со следующего — и задние бамперы всех автомобилей, продаваемых на территории США, должны были выдерживать удар на скорости 5 миль в час, не допуская при этом повреждений каких-либо кузовных панелей, кроме самих бамперов. Аналогичные меры были приняты и в Канаде.

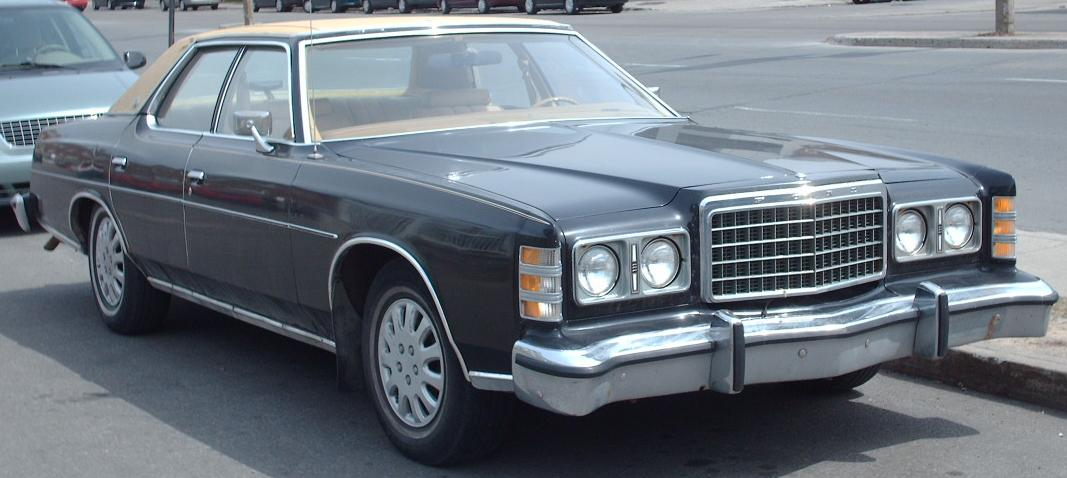
1976 Ford LTD c типичными «5-милевыми» бамперами

Хотя это нововведение и значительно ограничило «полёт» дизайнерской мысли, невозможно отрицать его реальной эффективности, так что с точки зрения потребительских качеств подобное вмешательство государства было во многом благом. Соответствующие стандарту бамперы могли быть фактически только одного вида и конструкции — массивные и прямоугольные горизонтальные брусья. Такие бамперы во многом стали задавать тон дизайну автомобиля в целом. Широко распространились клыки (bumper-guards) и резиновые накладки. «5-милевые» бамперы устанавливались с большим зазором относительно кузовных панелей, чтобы предотвратить их повреждение при аварии. Впоследствии зазор между бампером и кузовом стали заполнять декоративной вставкой — «филлером» — из мягкого полимера, окрашенной под цвет кузова, что позволило улучшить внешний вид автомобилей.
На Chevrolet Chevelle Laguna / Type S3 1973—1974 годов вся носовая часть, включая облицовку радиатора и окантовку фар, была выполнена в виде цельного декоративного бампера из окрашенного под цвет кузова полиуретанового пластика — металлическими были только клыки и исполняющий силовую функцию брус-усилитель, расположенный внутри пластиковой оболочки. Такая конструкция формально обеспечивала выполнение «пятимилевого» стандарта, так как при аварии на данной скорости повреждались только бампер и его усилитель (а также заключённые в бампере решётка радиатора и фары, но не металлические кузовные панели). Автомобильная пресса была от этой новинки в восторге, однако основная масса покупателей этого чувства не разделила, и в те годы распространения такая конструкция бампера, ставшая нормой в наши дни, не получила. В 1975 году на полиуретановом бампере «Лагуны» появилась хромированная накладка, имитирующая «обычный» хромированный бампер, а после 1976 года производство модели и вовсе было прекращено.

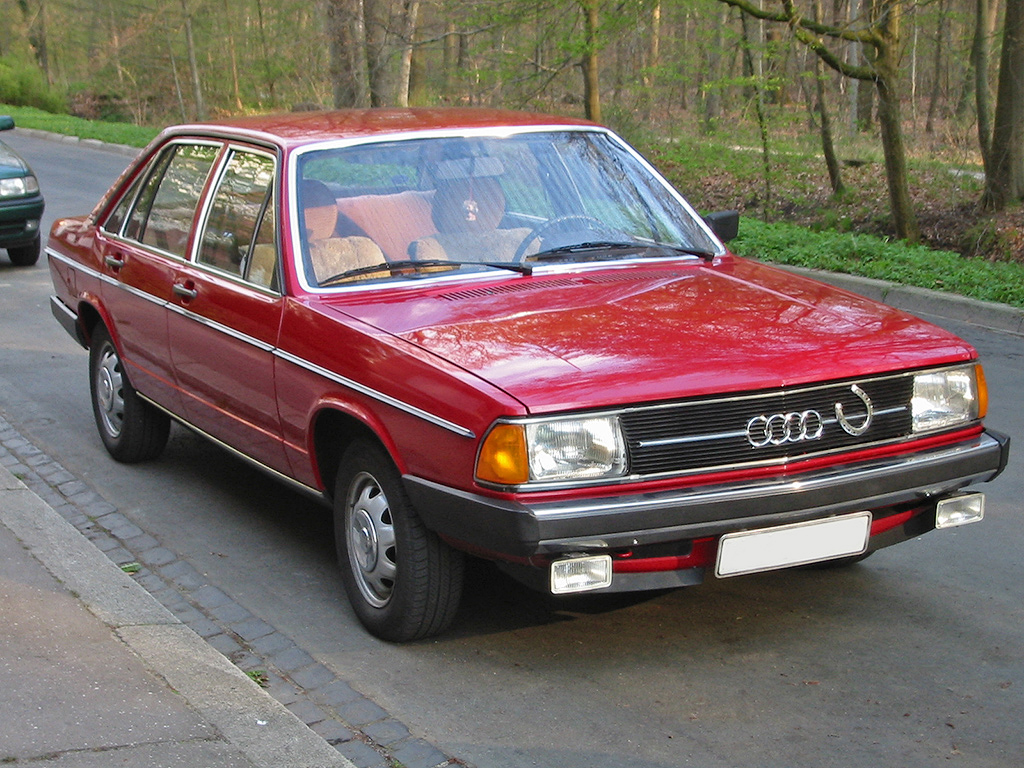
Audi 100 C2 с поздними хромированными бамперами, имеющими металлическую основу и пластиковые накладки большой площади

В Европе в эти же годы производители также озаботились повышением прочности бамперов. Во второй половине 1960-х — середине 1970-х годов значительно повысился интерес к безопасности автомобилей, соответственно, появляются многочисленные проекты «безопасных» бамперов — цельнорезиновых, наполненных газом или жидкостью, и так далее. Однако, большая часть подобных проектов осталась нереализованной на серийных автомобилях.

### Вторая половина 1970-х — 1980-е

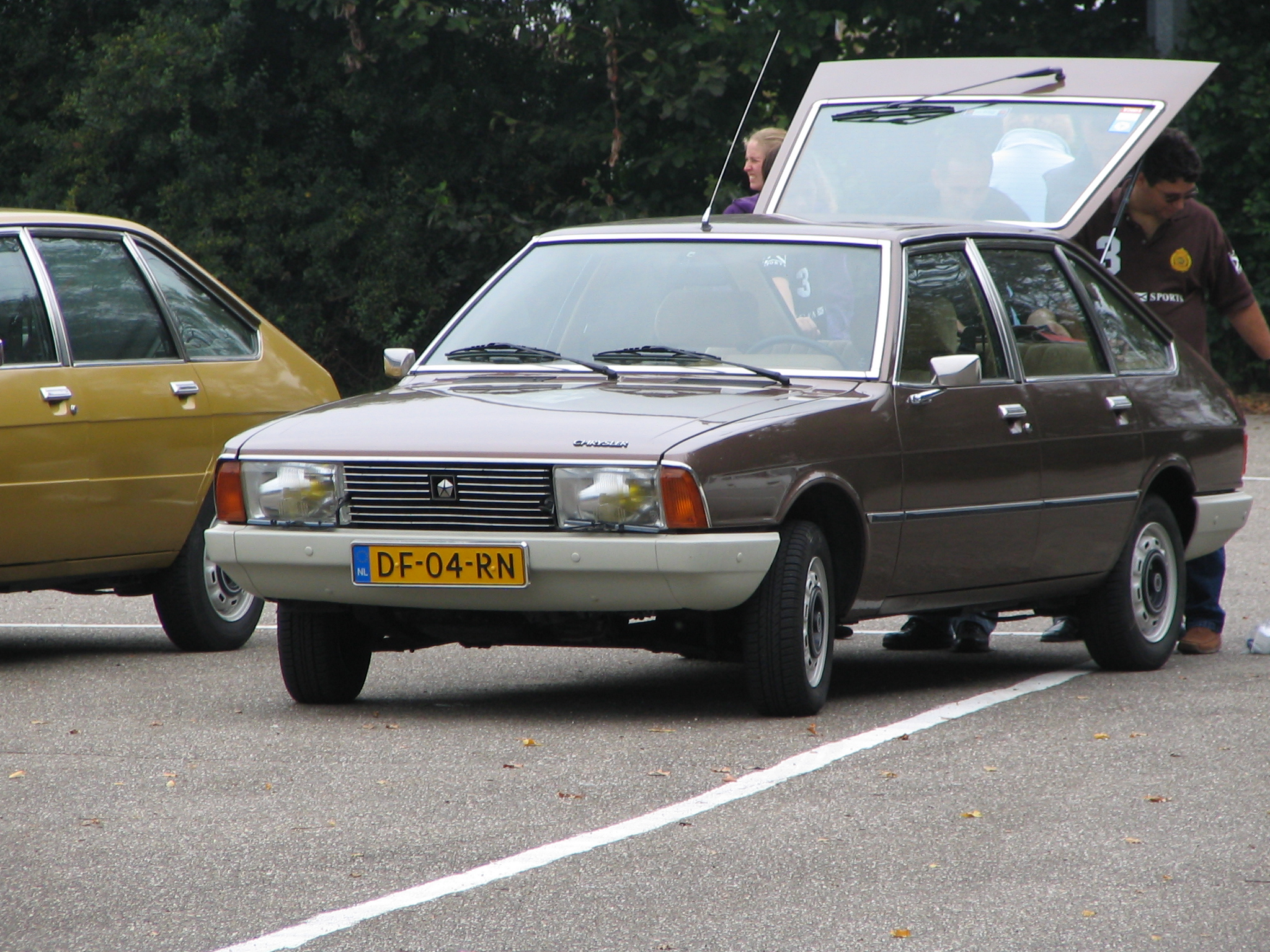
Simca 1308 1976 года с интегрированными пластиковыми бамперами контрастного цвета

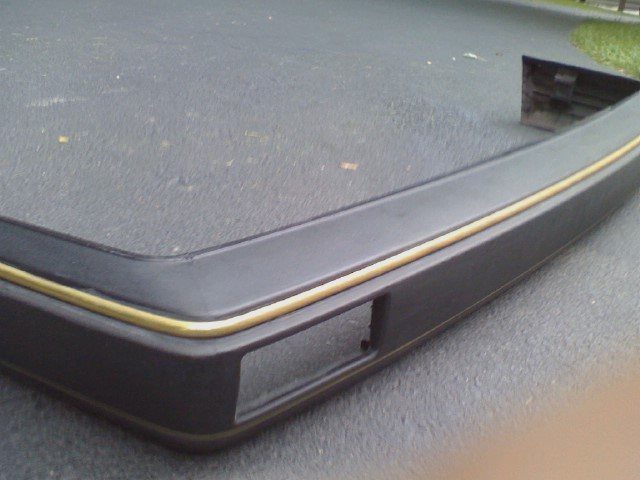
Ранний пластиковый бампер от Volkswagen Jetta. Начало 1980-х годов

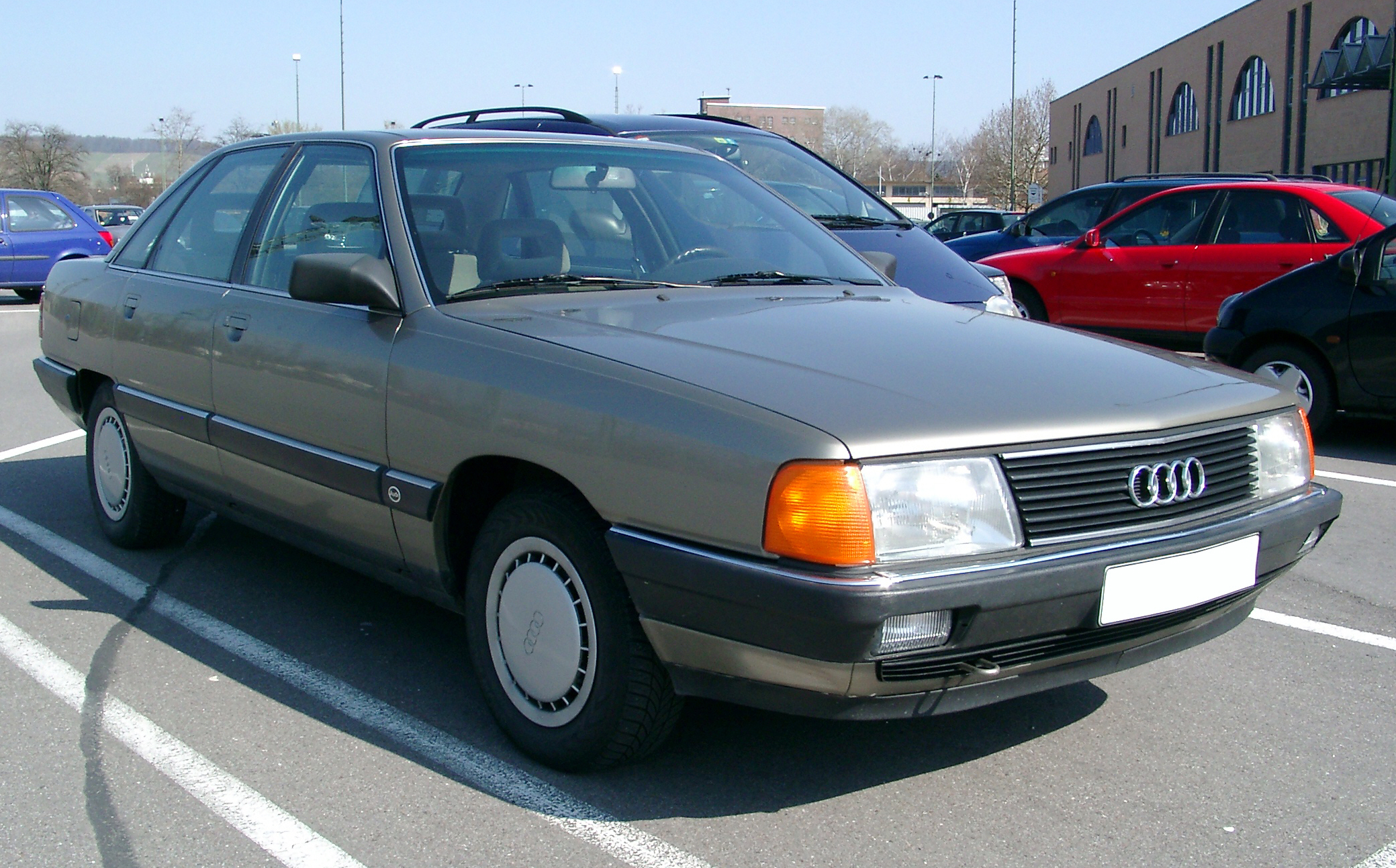
Audi 100 C3 с типичными для середины 1980-х годов бамперами

В 1976 году французская фирма SIMCA применяет интегрированные пластиковые бамперы, которые быстро распространяются среди европейских производителей автомобилей.
Поначалу их выполняют не столь радикальной формы, как на «Симке». Обычно в эти годы пластиковые бамперы имели чёрный или серый цвет и повторяли по форме поздние хромированные. Нередко они имели декоративные хромированные вставки. Одновременно получают широкое распространение массивные пластиковые накладки на боковины, своего рода «боковые бамперы».
С появлением в США «европеизированных» автомобилей туда проникают и бамперы такой конструкции, хотя из-за местных стандартов долгое время более распространёнными остаются стальные хромированные и алюминиевые (более прочные и привычные местному покупателю).
В 1980-е годы в Европе получают массовое распространение неокрашенные интегрированные бамперы контрастного цвета, обычно чёрные или серые. Их форма учитывает требования аэродинамики. Нижняя часть такого бампера обычно представляет собой спойлер, уменьшающий поток воздуха под днищем. В специальных гнёздах крепятся противотуманные фары, иногда — указатели поворота.

### Современный этап

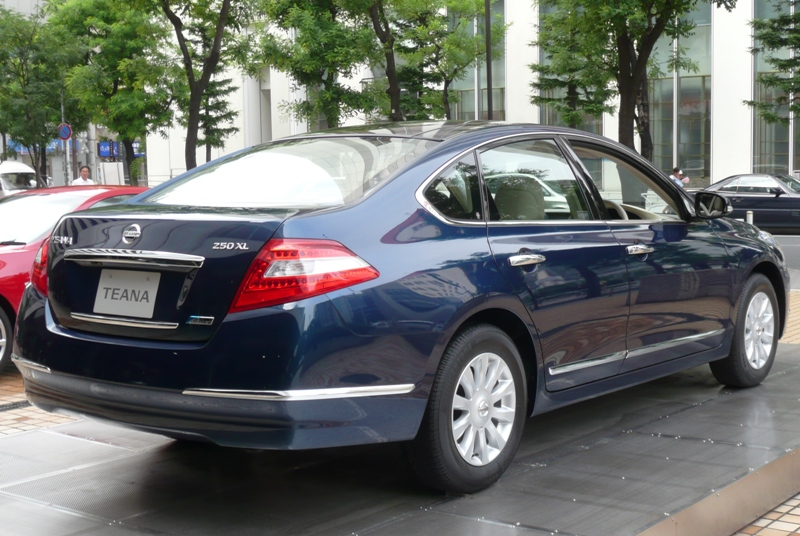
Современный автомобиль (Nissan Teana) с окрашенными в цвет кузова пластиковыми бамперами, имеющими декоративные блестящие вставки

В конце 1980-х повсеместное распространение получают окрашенные под цвет кузова (иногда — в контрастный цвет) интегрированные бамперы из стеклопластика, термопластика или аналогичных материалов. Внутри таких бамперов расположены усилители из металла, задающие характер деформации при серьёзном ударе и входящие в продуманную систему мер по запрограммированной деформации кузова, а сам бампер играет более декоративную, нежели защитную функцию. Наряду с преимуществами, у таких бамперов есть и существенные недостатки — хрупкость, высокая цена, трудоёмкость и дороговизна ремонта.
Современные бамперы отличаются от конструкций начала девяностых преимущественно формой, а также существенно меньшей толщиной пластика, что связано с возросшими требованиями к защите пешехода при наезде. Эти бамперы уже не играют самостоятельной роли в дизайне автомобиля, они скорее являются продолжением его кузовных панелей. Хотя в последнее время, ввиду популярности дизайна в стиле «ретро», наблюдается повышение интереса ко всевозможным хромированным накладкам и другими элементами «ретро-стайлинга».
Некоторые модели пикапов и внедорожников и сегодня используют хромированные бамперы, близкие к классическим образцам, например, Nissan Titan, хотя настоящая технология хромирования сегодня практически не используется ввиду большой вредности этого производства для персонала и окружающей среды (см. RoHS).
В настоящее время просматривается тенденция дальнейшего развития бамперов (ориентировочно, начиная с 2001 года). В первую очередь этому способствуют новые нормы по защите пешеходов при фронтальном столкновении, в частности, Pedestrian protection — Unece Vehicle Regulations. Так, бамперы автомобилей уже в серийном исполнении оснащают подушками безопасности (см. рис. 7), а также системой поднятия капота, чтобы минимизировать последствия удара человека о лобовое стекло.